# جاستن كاسل
جاستن كاسل (بالإنجليزية: Justin Cassel)‏ هو لاعب كرة قاعدة أمريكي، ولد في 25 سبتمبر 1984 في لوس أنجلوس في الولايات المتحدة.

## وصلات خارجية
- جاستن كاسل على موقعبيزبول رفرنس.كوم (الدوري الثانوي) (الإنجليزية)